# 龍ケ崎済生会病院
社会福祉法人恩賜財団済生会支部茨城県済生会龍ケ崎済生会病院（しゃかいふくしほうじんおんしざいだんさいせいかいしぶいばらきけんさいせいかいりゅうがさきさいせいかいびょういん）は、茨城県龍ケ崎市にある医療機関である。

## 診療科
- 内科
- 消化器内科
- 循環器内科
- 呼吸器内科
- 内分泌・代謝内科
- 神経内科
- 小児科
- リウマチ科
- 外科
- 消化器外科
- 整形外科
- 脳神経外科
- 産婦人科
- 泌尿器科
- 眼科
- 耳鼻咽喉科
- 心臓血管外科
- 皮膚科
- 形成外科
- 麻酔科
- 放射線科
- リハビリテーション科

診療施設（センター）
- 総合健診センター

診療協力部門
- 看護部
- 薬剤科
- 臨床検査科
- リハビリテーション科
- 臨床工学科
- 栄養科
- 放射線技術科
- 眼科（視能訓練士のみ）

## 医療機関の指定等
- 保険医療機関
- 救急告示医療機関
- 労災保険指定医療機関
- 指定自立支援医療機関（更生医療）
- 生活保護法指定医療機関
- 結核指定医療機関
- 原子爆弾被害者一般疾病指定医療機関
- 特定疾患治療研究事業委託医療機関
- 小児慢性特定疾患治療研究事業委託医療機関
- 母体保護法指定医の配置されている医療機関
- 無料低額診療事業実施医療機関

## 交通アクセス
- JR常磐線龍ケ崎市駅より関東鉄道バス白羽一丁目行で約20分、済生会病院下車。
- 関東鉄道竜ヶ崎線竜ヶ崎駅より龍ケ崎市コミュニティバス循環ルート内回りで約23分、済生会病院下車。